# Tuk (Vrbovsko)
Tuk je naselje u Hrvatskoj u sastavu Grada Vrbovskog. Nalazi se u Primorsko-goranskoj županiji.

## Zemljopis
Sjeverozapadno su Hajdine, Poljana i Presika, sjeverno je Stubica, sjeveroistočno su Nadvučnik i Vučnik, južno je obala rijeke Dobre, jugozapadno su Vrbovsko, Hambarište, Vujnovići i ušće rijeke Kamačnika u Dobru.

## Stanovništvo
| broj stanovnika |       |       | 172   | 187   | 147   | 129   | 120   | 113   | 74    | 88    | 90    | 83    | 91    | 94    | 81    | 79    | 47    |
|                 | 1857. | 1869. | 1880. | 1890. | 1900. | 1910. | 1921. | 1931. | 1948. | 1953. | 1961. | 1971. | 1981. | 1991. | 2001. | 2011. | 2021. |